# Edioungou
Edioungou est un village du Sénégal, situé en Basse-Casamance. Il fait partie de la communauté rurale d'Oukout, dans l'arrondissement de Loudia Ouoloff, le département d'Oussouye et la région de Ziguinchor.

## Population
Les habitants sont d'origine diola. Lors du dernier recensement (2002) Edioungou comptait 304 personnes et 42 ménages.

## Activités économiques
Edioungou est un haut-lieu de la poterie traditionnelle.